# Krista Kalmus
 Krista Kalmus  (* in Houston, Texas) ist eine US-amerikanische Schauspielerin.

## Leben
Kalmus ist seit 2004 als Schauspielerin tätig und spielt hauptsächlich Gastrollen in US-amerikanischen Fernsehserien. Sie hatte eine wiederkehrende Serienrolle als Charlotte „Charlie“ Fitz in der Seifenoper North Shore. Des Weiteren war sie in der dritten Staffel der US-Serie Veronica Mars (2006–2007) als Claire Nordhouse zu sehen. Sie spielte in der Serie eine attraktive, blonde, feministisch eingestellte Studentin am Hearst College, die in einer der Episoden Opfer einer Vergewaltigung wird.
Gastrollen hatte sie u. a. in Dr. House (2007), How I Met Your Mother (2008), Greek (2010, Episodenrolle als College-Girl Erica in der Folge Pride and Punishment), Two and a Half Men (2010) und Charlie’s Angels (2011). In der Sitcom Two and a Half Men war sie in der Folge Twanging Your Magic Clanger (Folge 8.06, 2010) zu sehen. Sie spielte Shauna, die junge attraktive 20-jährige Tochter von Michelle (Liz Vassey), die dem Beuteschema der Rollenfigur Charlie Harper (Charlie Sheen) viel eher entspricht als ihre Mutter, mit der er sich bisher verabredete und ausging. 
Im Kino hatte sie 2009 eine kleine Rolle in der Filmkomödie Fired Up!; sie spielte Anna, eines der Cheerleader-Girls. 
Ihre deutsche Synchronstimme ist Julia Meynen.
Über das Privatleben von Kalmus ist in der Öffentlichkeit wenig bekannt.

## Filmografie (Auswahl)
- 2004: Bowling Balls
- 2004: North Shore (Fernsehserie, vier Folgen)
- 2005: O.C., California
- 2006–2007: Veronica Mars (Dritte Staffel, 7 Folgen)
- 2007: Dr. House (Fernsehserie, eine Folge)
- 2008: How I Met Your Mother (Sitcom, eine Folge)
- 2009: Fired Up! (Fired Up!)
- 2010: Greek (Fernsehserie, eine Folge)
- 2010: Two and a Half Men (Sitcom, eine Folge)
- 2011: Charlie’s Angels (Fernsehserie, eine Folge)
- 2013: Vegas (Fernsehserie, eine Folge)
- 2013: Dads (Sitcom, eine Folge)